# Joshua Obiesie
Joshua Obiesie (né le 23 mai 2000 à Munich) est un joueur allemand de basket-ball.

## Carrière
Obiesie apprend le basket-ball dans l'équipe des moins de 10 ans du MTSV Schwabing (de), un club de Munich. Robert Scheinberg, entraîneur et directeur sportif de l'International Basketball Academy Munich (de) (IBAM), le découvre et le soutient. Obiesie joue pour l'IBAM dans le championnat d'Allemagne des moins de 16 ans puis dans l'équipe des moins de 19 ans. À partir de la saison 2016-2017, il reçoit des missions supplémentaires dans l'équipe masculine de MTSV Schwabing en 1. Regionalliga. En février 2018, il est prêté au Brose Bamberg pour le tournoi de qualification de Munich pour le Adidas Next Generation Tournament (en), une compétition internationale junior. À l'été 2018, il est invité au "NBPA Top 100 Camp", un événement de recrutement de la National Basketball Association (NBA).
En novembre 2018, Obiesie signe un contrat avec le s.Oliver Wurtzbourg, club de la Basketball-Bundesliga, qualifié pour la Coupe d'Europe FIBA. Il continue de jouer pour l'IBAM et concourt contre le nord au All-Star Game 2019 dans une sélection des meilleurs joueurs U19 du sud de l'Allemagne.
Le gaucher est invité au Nike Hoop Summit en mars 2019 aux États-Unis dans une rencontre entre une sélection de jeunes du monde entier opposée à une équipe de meilleurs jeunes joueurs américains. En avril 2019, Obiesie candidate à le draft 2019 de la NBA, mais n'est pas sélectionné. Pour la saison 2018-2019, il reçoit le titre de meilleur espoir de la Basketball-Bundesliga. En juin 2021, son contrat avec s.Oliver Würzburg est résilié dans un accord mutuel et il s'engage avec le Bayern Munich. Dans la NBA Summer League, Obiesie fait partie des Kings de Sacramento.
Obiesie joue 22 matchs de Bundesliga (2,8 points par match) pour le Bayern. En juillet 2022, signe a un contrat avec les Francfort Skyliners.
Au printemps 2018, Obiesie remporte le tournoi Albert-Schweitzer (de) avec l'équipe nationale allemande des moins de 18 ans après avoir précédemment porté le maillot national dans la variante du basket-ball à trois.
En février 2019, il est sélectionné pour la première fois dans l'équipe nationale allemande. Fin février 2020, il joue son premier match contre le Royaume-Uni. En juillet 2019, il remporte la médaille de bronze au Championnat d'Europe des moins de 20 ans en Israël.

## Source
- (de) Cet article est partiellement ou en totalité issu de l’article de Wikipédia en allemand intitulé « Joshua Obiesie » (voir la liste des auteurs).